# Gränna Sandsten AB

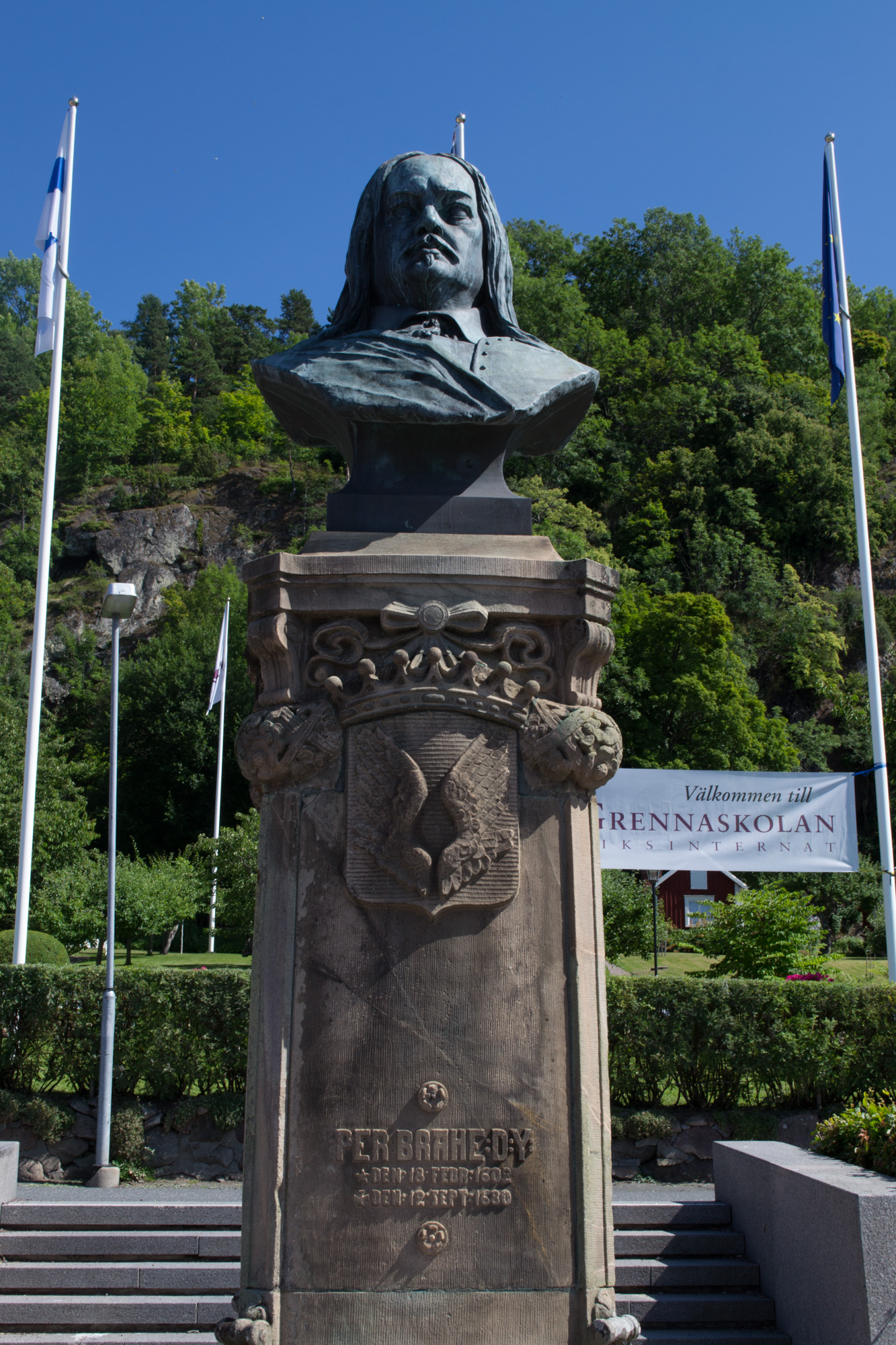
Sockeln till bysten av Per Brahe den yngre i Gränna är huggen i grännasandsten

Gränna Sandsten AB bildades på 1890-talet för att bryta sandsten i Girabäckens ravin vid byn Uppgränna, fem kilometer norr om Gränna. Grännasandstenen fördes på ett industrispår på hästdragna vagnar ner till stranden av Vättern och skeppades ut via Göta kanal. Den användes till byggnadssten och ornamentsten. 
I början av 1900-talet hade företaget ett trettiotal anställda. Företaget gick i konkurs 1910. En sen leverans är sockeln till John Börjesons byst av Per Brahe den yngre på torget i Gränna. Senare bröts sten i sandstensbrottet under 1930- och 1940-talen till Husqvarna AB och Norrahammars bruk. Girabäckens ravin är numera ett naturreservat.

## Bildgalleri

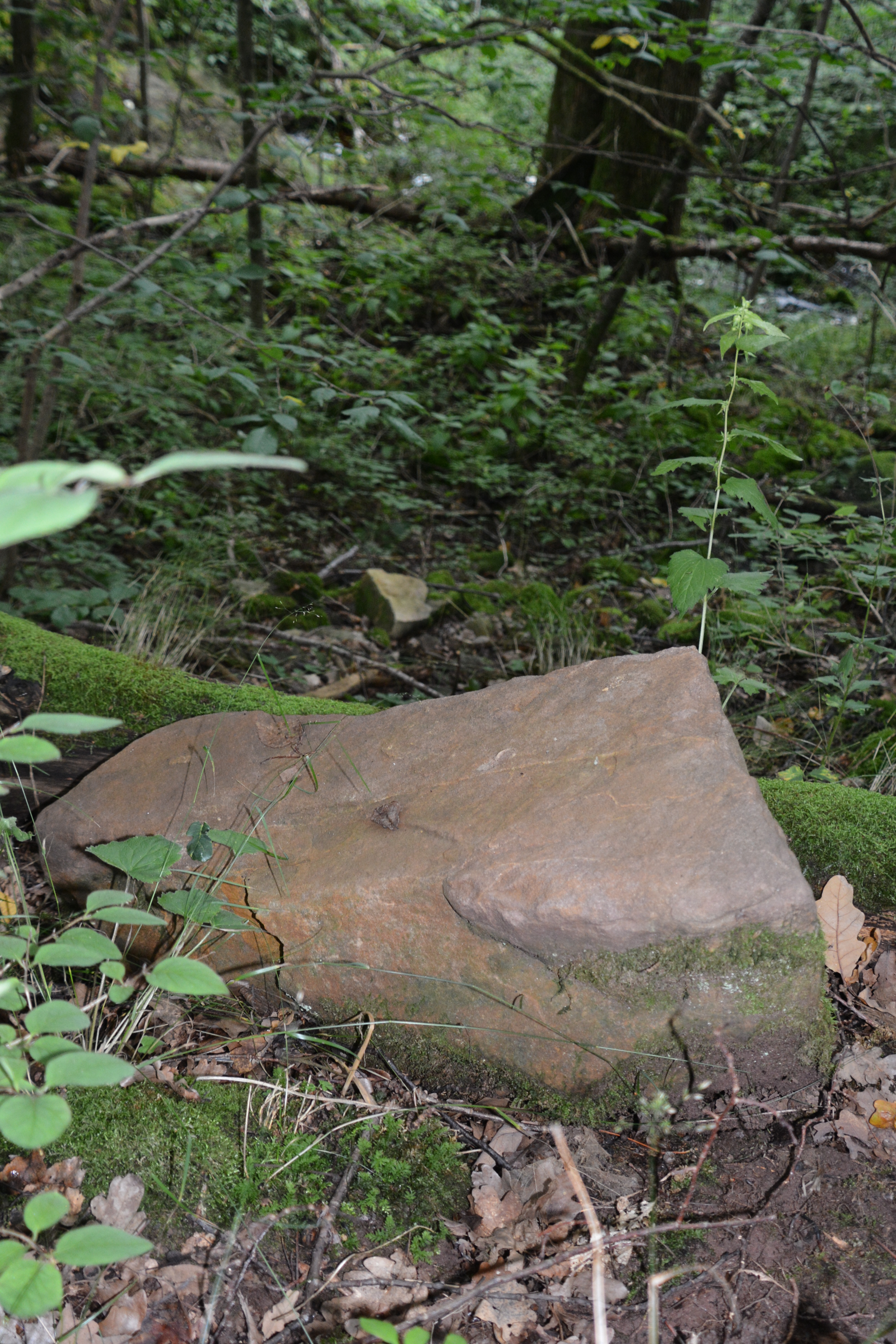
Grännasandsten